# デイヴ・スピッツ
デイヴ・スピッツ (Dave Spitz、1958年2月22日-)は、アメリカのミュージシャン、ベーシスト、空手家、弁護士。ブラック・サバス、グレイト・ホワイトなど多くのロックバンドで活動した。愛称はザ・ビースト (The Beast)。アンスラックスで活動したダン・スピッツは実弟。

## 経歴
1958年、ニューヨーク州フォレストヒルズで生まれる。父親は弁護士。ジャック・ブルースに影響を受けてベースを始める。また、14歳の時にチャック・メリマンに師事して剛柔流空手を初め、大会にも出場した。
その後、ニューヨーク州立大学ジェネセオ校に進学し、フリーウェイやバズーレオなどのバンドで活動した。
1985年、ホワイト・ライオンに加入する。翌年、ブラック・サバスのアルバム(当初はトニー・アイオミのソロ・アルバムで計画されたが、レーベル側の要請によりブラック・サバス名義でリリースした)『セヴンス・スター』のレコーディングにゲスト参加した後、ホワイト・ライオンを脱退してブラック・サバスに加入。
1987年、ボーカルのグレン・ヒューズが突然脱退し、後任にレイ・ギランを推薦した。その後、「個人的な理由」でバンドを脱退。脱退後にリリースされた『エターナル・アイドル』ではボブ・デイズリーと共にクレジットに出ているが、実際にはデイズリーが全曲のベースを弾いた。
1988年、インペリテリに加入。1990年末に脱退。
1992年、グレイト・ホワイトのアルバム『サイコ・シティ』のレコーディングにセッションで参加。1996年のアルバム『レット・イット・ロック』のレコーディングにも参加した。
その他、インソムニア、ニュークリア・アソルト、パープル・ハート、クーニ、マクブレイン・ダメージ(アイアン・メイデンのドラマー、ニコ・マクブレインのバンド)などで活動した。
また、ブラック・サバスで活動した後、カリフォルニアで再び空手の修行を初め、国際沖縄剛柔流空手道連盟(IOGKF)創設者の東恩納盛男のもとで修行を続け、黒帯を取得した。
1996年にフロリダへ移住し、ノバ・サウスイースタン大学のロースクールに入学。1999年に卒業し、現在は弁護士として働いている。